# Быковка (Киреевский район)
Бы́ковка — деревня в Киреевском районе Тульской области России.
В рамках административно-территориального устройства является центром Быковского сельского округа Киреевского района, в рамках организации местного самоуправления входит в сельское поселение Дедиловское.

## География
Расположена в 11 км к северу от города Киреевска.

## Население
| 2002 | 2010 |
| ---- | ---- |
| 140  | ↗156 |

Население — 156 чел. (2010). 